# Ivan X.
Ivan X., papa od ožujka 914. do svibnja 928. godine. U svom pismu hrvatskom vladaru 925. godine naslovio je Tomislava kraljem Hrvata. U njegovo je vrijeme kulminirao spor oko pitanja crkvene jurisdikcije na području Hrvatske i Dalmacije, koji  se pokušao riješiti Splitskim crkvenim saborom. 